# Azzun
Azzun (arabe : عزّون) est une municipalité palestinienne au nord de la Cisjordanie, située 9 kilomètres à l'est de Qalqilya et 24 kilomètres au sud de Tulkarem, dans le Gouvernorat de Qalqilya.

## Démographie
Selon le Bureau central palestinien des statistiques, Azzun, avec les villages adjacents d'Islah et d'Izbat al-Tabib, compte une population de 8 900 habitants en 2007.